# Paul Pierre Broca

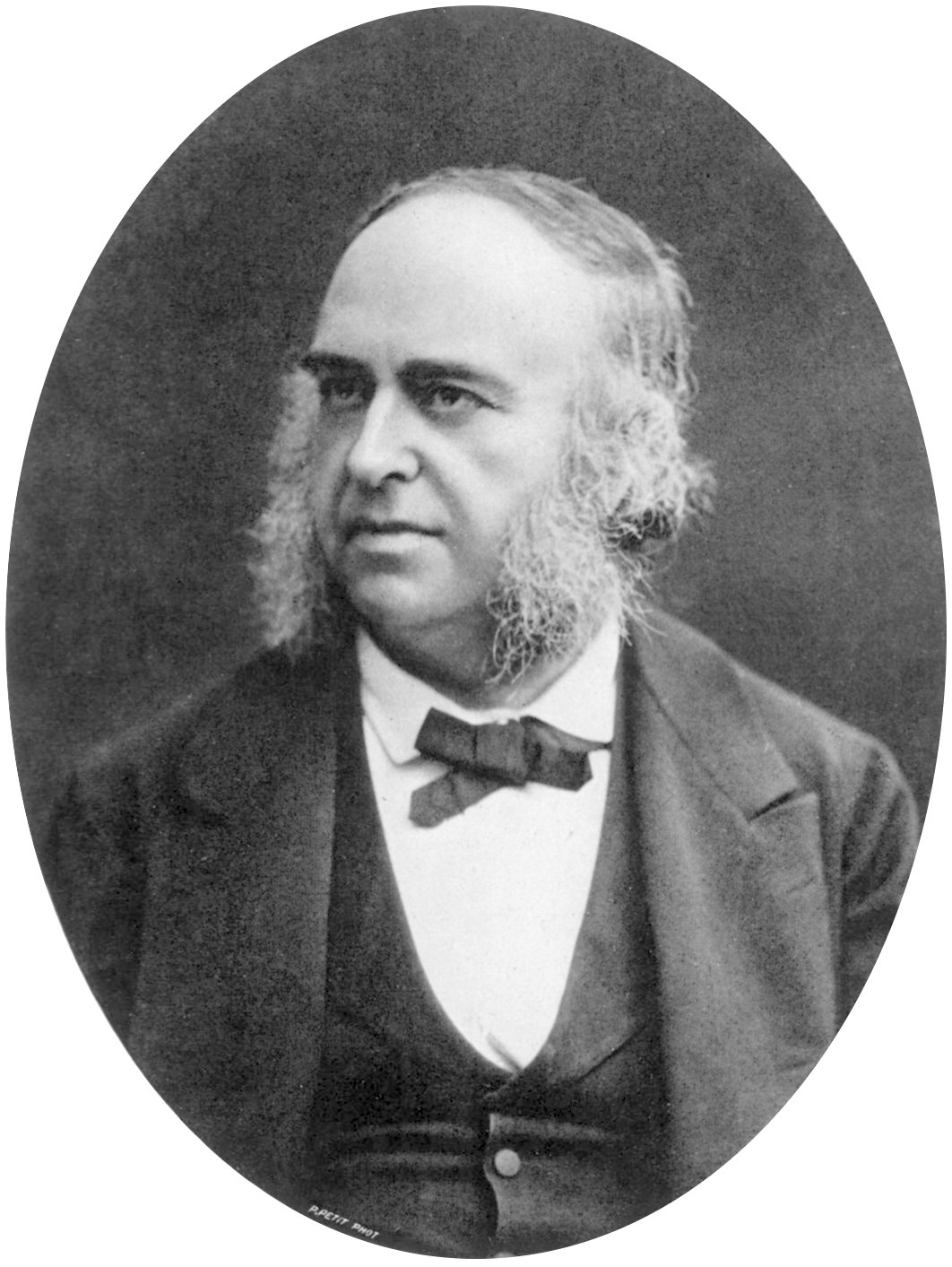
Paul Broca

Paul Pierre Broca (Sainte-Foy-la-Grande, 28 juni 1824 - Parijs, 9 juli 1880) was een Franse arts, anatoom en antropoloog die vooral bekend werd door zijn (her)ontdekking van het spraakcentrum, dat naar hem het centrum van Broca wordt genoemd.

## Opleiding en onderzoek
Broca werd op zijn 17e al toegelaten aan de medische faculteit in Parijs en studeerde af toen hij 20 was. Al gauw werd hij hoogleraar in chirurgische pathologie aan de Sorbonne. Hij blonk uit als medisch onderzoeker op veel gebieden. Op zijn 24e had hij al veel onderscheidingen, medailles en invloedrijke posities toegewezen gekregen. Zijn vroege wetenschappelijke werken gingen over de histologie van kraakbeen en bot, maar hij bestudeerde ook de pathologie van kanker, de behandeling van aneurysma's en zuigelingensterfte. Broca hield zich veel bezig met vergelijkende anatomie van de hersenen. Als neuroanatoom heeft hij veel belangrijke bijdragen geleverd aan het begrijpen van het limbische systeem en het rhinencephalon. Zijn onderzoek naar de lokalisatie van spraak heeft geleid tot een nieuw onderzoeksgebied: de lateralisatie van hersenfuncties.

## Onderzoek naar spraak
Broca is bekend geworden door zijn ontdekking van een van het spraakcentrum van de hersenen, gelegen in de frontale kwab, nu bekend als het centrum van Broca. De ontdekking van het spraakcentrum volgde op onderzoek naar de hersenen van afasiepatiënten, met name van zijn eerste patiënt in het Bicêtre ziekenhuis, een zekere Leborgne. Deze had de bijnaam "Tan", omdat hij niets anders kon zeggen dan "tan". In 1861 deed Broca een post-mortemautopsie op Leborgne. Het bleek dat hij een door syfilis veroorzaakte laesie had in de linker cerebrale hemisfeer. Deze laesie bevond zich precies in het hersengebied dat belangrijk is voor het spreken. Deze ontdekking is toegeschreven aan Broca, hoewel een generatie eerder de Franse neuroloog Marc Dax ongeveer dezelfde observaties deed.
Patiënten met een beschadiging aan het centrum van Broca en/of omliggende regionen van de frontale hersenkwab worden vaak klinisch gecategoriseerd als lijdende aan de afasie van Broca. Dit type afasie wordt gekenmerkt door problemen met het spreken.

## Antropologie-onderzoek
Broca was ook pionier op het gebied van fysische antropologie. In 1859 richtte hij het antropologische genootschap op, in 1872 het Revue d'Anthropolgie en in 1876 de antropologiefaculteit in Parijs. Dankzij Broca kwam de wetenschap van craniale antropometrie in een stroomversnelling terecht.
Broca beschreef voor het eerst doorboorde schedels uit het neolithicum.

## Anatomie-onderzoek
De vergelijkende anatomie van primaten is een ander gebied waarin Broca belangrijke bijdragen heeft geleverd. Broca was zeer geïnteresseerd in het verband tussen anatomische eigenschappen van de hersenen en mentale mogelijkheden, zoals intelligentie.

## Darwin versus Broca
In 1868 leverde de Engelse natuuronderzoeker Charles Darwin onterecht kritiek op het feit dat Broca in het bestaan van de staartloze mutant van het Ceylonhoen geloofde, die de Nederlandse patriciër en zoöloog Coenraad Jacob Temminck in 1807 beschreven had.

## Broca als persoon
Broca's tijdgenoten beschreven hem als genereus, meelevend en aardig, met ongekende standvastigheid en eerlijkheid, gerespecteerd door eenieder. Hij maakte nooit vijanden en verloor nooit vrienden. Hij was een onvermoeibaar werker, die honderden boeken en artikelen heeft geschreven. Tevens zette hij zich in voor gezondheidszorg voor de armen, en was hij een belangrijk persoon in de Assistance Publique.
Pierre Paul Broca stierf op 56-jarige leeftijd in Parijs, waarschijnlijk door een hersenaneurysma. Hij is een van de 72 Fransen wier namen in reliëf op de Eiffeltoren zijn aangebracht.
- Bibsys: 90508174
- Biblioteca Nacional de España: XX1264010
- Bibliothèque nationale de France: cb11894093b (data)
- Catàleg d'autoritats de noms i títols de Catalunya: 981058509144006706
- CiNii: DA12103099
- Gemeinsame Normdatei: 119198681
- International Standard Name Identifier: 0000 0001 2095 626X
- Library of Congress Control Number: n80012987
- Base Léonore: LH//369/64
- Nationale Bibliotheek van Tsjechië: nlk20000083387
- Nationale Bibliotheek van Israël: 987007286143105171
- Nationale Bibliotheek van Polen: a0000001050159
- Nationale en Universitaire bibliotheek Zagreb: 000192879
- Nederlandse Thesaurus van Auteursnamen: 070348561
- Réseau des bibliothèques de Suisse occidentale: 02-A003045201
- Istituto Centrale per il Catalogo Unico: VEAV552129
- SNAC: w63j7841
- Système universitaire de documentation: 026753804
- Virtual International Authority File: 14766849
- WorldCat: E39PBJxWV39cVbRQHJtFDbRFrq